# ノ湖

ノ湖 (ノこ、英語: Lake No) は南スーダンの湿地スッドの北部に位置する西からのバハル・エル＝ガザル川と南からのバハル・アル＝ジャバル川の合流点に形成された湖。ノ湖を抜けた雨期のナイルが浮遊物で白く泡立って見えるため白ナイルの語源となった。付近には主にディンカ族とヌエル族が住むと考えられている。

## 脚註
1. ↑  Marcia Merry Baker, The Potential of the Nile River Basin, And The Economic Development of Sudan, The American Almanac, 1997.
2. ↑  Orville Boyd Jenkins, The Nuer of Sudan and Ethiopia, March 1997.

座標: 北緯9度29分52秒 東経30度27分54秒 / 北緯9.49778度 東経30.46500度